# 岡本圭司 (スノーボーダー)
岡本 圭司（おかもと けいじ、1982年2月20日-）は、日本のプロスノーボーダー。2015年の転落事故による脊髄損傷で下半身不随に見舞われながらも、2019年からパラスノーボードで競技生活を再開している。

## 人物・略歴
身長170cm、体重56kg。血液型O型。冬季でも雪がほとんど降らない神戸市で出生したが、高校からの卒業を機にスノーボードを始めた。
ビッグエアやスロープスタイルといった競技が得意で、早くからTTRワールドスノーボードツアー（英語: TTR World Snowboard Tour）に参戦。2007年開催の屋内大会「日産X-TRAIL JAM IN 東京ドーム」で日本人最高の5位に入賞するなど、日本におけるスロープスタイルの第一人者として活躍した。
2007年からは、映像や写真による実技の表現を主体に活動。HYWOD（角野友基などが所属するプロスノーボードプロダクション）のリーダーとして、実技映像の制作などにも従事した。2009年には、日本人で初めて、フォルクル（ドイツの老舗スポーツブランド）との間でインターナショナル契約を結んだ。さらに、2013年12月6日付で牛乳石鹸共進社とスポンサー契約を締結。同社がプロスポーツの現役選手（プロアスリート）と契約することは初めてで、2014年 - 2015年シーズンからは『NO MATTER BOARD』（北海道テレビ制作）のMCも務めた。
33歳だった2015年2月7日に臨んだ映像の撮影で、実技を披露している最中に道路へ転落。その衝撃で腰椎など十数カ所を骨折したため、ヘリコプターで病院に搬送された後に、骨折個所の緊急手術を受けた。しかし、脊髄を損傷した影響で手術後も右膝の下に麻痺が残ったことから、1年以上にわたる入院とリハビリを余儀なくされた。転落から手術の直後までは右足を自分で動かせず、担当医からは退院後も日常生活の移動に車椅子が欠かせなくなることを宣告されていたが、リハビリによって自立歩行が可能な状態にまで右足が回復。2016年 - 2017年シーズンから
『NO MATTER BOARD』のMCへ復帰すると、翌シーズンまで担当した。
右足に著しい障害が残りながらも、2018年に日本障害者スキー連盟が主宰するパラスノーボードの大会（サポーターズカップ）へ参加したことをきっかけに、パラスノーボードで競技生活を再開。2019年の初頭からは、牛乳石鹸とのスポンサー契約を更新しながら、パラスノーボード日本代表チームの強化指定選手として世界を再び転戦している。
パラスノーボーダーとしては、2020年1月にアメリカで開催された北米選手権の第2戦で、国際パラスノーボード大会における初優勝を果たした。さらに、2022年の北京冬季パラリンピックでは、正式競技の1つであるパラスノーボードの日本代表選手として2種目に出場。バンクドスラロームでは下肢障害LL2クラスで13位に終わったものの、最初に出場したスノーボードクロスでは8位入賞を果たした。
その一方で、パラスノーボーダーとしての活動と並行しながら、「京・大阪KINGS」（年間を通じてスノーボードやスキーを練習できる施設）を京都府京田辺市に開設。HYWODの活動の一環として「THE PARKS」の運営にも携わるなど、スノーボード業界の振興にも尽力している。